# Bataille de Yamparáez
Rébellion du général Belzu contre le gouvernement du général Velasco (1848)
La bataille de Yamparáez est livrée le 6 décembre 1848 en Bolivie pendant la rébellion du général Manuel Isidoro Belzu contre le gouvernement du général José Miguel de Velasco.

## Déroulement
En octobre 1847, le général Velasco se rebelle contre le gouvernement du général José Ballivián et  le 7 novembre, ce dernier le bat à la bataille de Vitichi. Belzu se révolte à son tour et lève une armée à Oruro. Devant cette nouvelle menace, Ballivián décide de renoncer au pouvoir, démissionne de ses fonctions de président de la République de Bolivie et part en exil.
Victorieux, Velasco lui succède à la tête du pays et confie à Belzu le ministère de la guerre.
Très rapidement, Velasco voit son gouvernement contesté. Le 6 octobre 1848, Belzu, qui ne s'entend guère avec le nouveau président, quitte La Paz et rejoint la rébellion, dont il prend la tête. Velasco marche contre lui avec une armée de 2 000 hommes. Les adversaires s'affrontent près du village de Yamparáez (es) et après une heure et demie de combat qui coûte la vie à 65 combattants et fait une centaine de blessés, les gouvernementaux sont mis en déroute.
La bataille entraîne la chute de Velasco qui doit s'exiler en Argentine. Belzu devient à son tour président du pays, d'abord à titre provisoire jusqu'à la promulgation de la constitution de 1851 qui le désigne en qualité de président constitutionnel, fonction qu'il exerce jusqu'à sa démission en 1855.

## Sources
- (en) Robert L. Scheina, Latin America's wars, vol. 1 : The age of the Caudillo, 1971-1899, Washington, D.C, Brassey's, Inc, 2003, 569 p. (ISBN 978-1-574-88450-0 et 978-1-574-88449-4)